# Kunbaracs
Kunbaracs je obec v Maďarsku v župě Bács-Kiskun v okrese Kecskemét. Žije v ní 618 obyvatel (podle sčítání z roku 2015).

## Poloha
Kunbaracs leží ve středním Maďarsku, ve Velké dunajské kotlině. Nejbližším městem je Kerekegyháza, vzdálená 8 km. Vesnice se nachází v polích na severozápad od Kecskemétu.

## Historie
Ve 14. století zde stál kostel. První písemná zmínka pochází z roku 1440. Za turecké éry byla vesnice opuštěna. V roce 1703 tu František II. Rákóczi porazil Srby. Poté zde byly zakládány farmy. Obec se osamostatnila roku 1950.
Nyní se v obci nachází škola, školka, knihovna, pošta, lékař, lékárna.

## Zajímavosti
- katolický kostel
- zámek